# 大泰辛湖

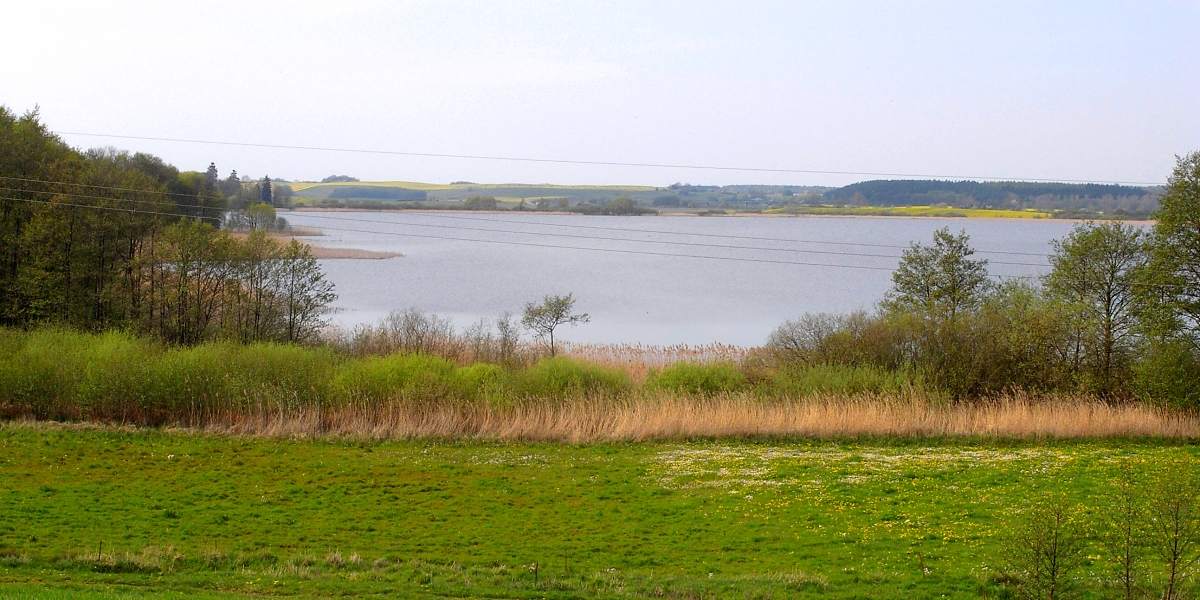

53°53′45″N 11°47′55″E / 53.89583°N 11.79861°E
大泰辛湖（德語：Groß Tessiner See），是德國的湖泊，位於該國東北部，由梅克倫堡-前波美拉尼亞州負責管轄，處於羅斯托克縣，距離維斯馬以果20公里，長1.4公里、寬1.3公里，面積1.25平方公里，海拔高度53米，最大水深12米。